# TechnoMage: The Return of Eternity
TechnoMage: The Return of Eternity là một game thuộc thể loại hành động nhập vai do hãng game của Đức Sunflowers phát triển và phát hành vào năm 2001. Trò chơi chỉ được phát hành ở vùng lãnh thổ PAL.

## Cốt truyện
Nhân vật chính, Melvin buộc lòng phải cứu thế giới Gothos thoát khỏi sự hủy diệt của bầy ma quỷ. Người dân Gothos được chia thành hai loại là Dreamers chuyên về phép thuật và Steamers chuyên về công nghệ. Melvin vừa là Dreamer và một nửa Steamer. Chàng trai trẻ bắt đầu chuyến phiêu lưu tại quê nhà Dreamertown khi bị lũ quái vật kéo tới tấn công. Anh bị dân chúng trách mắng và đưa ra xét xử phải đi đày. Chú của Melvin về sau đã tận tình chỉ dạy những thuật "cơ bản" cho anh trong khoảng thời gian sống lưu vong. Phần này đóng vai trò như là màn hướng dẫn. Sau khi nhân vật chính rời khỏi Dreamertown và đi đến Steamertown trên chặng đường ngàn dặm tìm kiếm người cha bị thất lạc lâu năm.
Sau khi vượt qua Steamertown, Melvin bước vào một mê cung lớn dưới lòng đất được gọi là "The Hive", nơi cha anh đã biến mất trong một cuộc thám hiểm. The Hive là một mạng lưới mê cung rộng lớn được các nhà cai trị cũ của Gothos xây dựng nên. Bao gồm khu hầm mộ, thư viện và phòng thí nghiệm; Melvin tìm thấy viên tinh thể bất diệt đầu tiên ngay tại đây. Khi anh vừa rời khỏi The Hive thì lại lạc vào một khu rừng rậm gọi là Great Forest, xứ sở loài tinh linh. Họ bị lũ yêu tinh phá rối nên Melvin đành ra tay cứu giúp rồi sau gia nhập vào nhóm thương nhân Shach đang trên đường tới vùng hẻm núi. Tại đây, Melvin lần đầu tiên được gặp gỡ Dagomar, hậu duệ còn lại của những người cai trị cũ của Gothos. Ông đóng vai trò là người cố vấn và dẫn dắt Melvin. Ngoài ra, Melvin còn kết bạn với Talis, một cô gái đang sống lưu vong cũng là một nửa Dreamer, một nửa Steamer y như anh.
Sau khi dọn dẹp bãi mìn trên hẻm núi, họ du hành đến chỗ tòa tháp, vốn là pháo đài của nhà cầm quyền xưa kia, giờ trở thành sào huyệt của một con rồng thây ma. Đúng lúc Melvin giết được nó, một con rồng khác được phóng thích đã dắt Melvin đến ngọn núi lửa, là nơi sinh sống của các thương nhân Shach. Ở các tầng sâu bên trong hang động núi lửa, Melvin phát hiện ra nhiều phế tích và công trình từ chính quyền trước đây, cũng như một bản đồ đã dẫn anh, Talis và con rồng đến chỗ các di tích cổ của thủ đô cũ Gothos. Tại đây, Dagomar đã cởi bỏ lớp ngụy trang của mình và Melvin mới nhận thấy rằng hắn ta chính là Ramogad, kẻ phản bội dẫn đến sự sụp đổ của những người cai trị cũ. Sau một hồi kịch chiến với Ramogad, Melvin sử dụng viên tinh thể bất diệt được tìm thấy ở các vùng khác nhau của Gothos để kích hoạt lại cả một cái bẫy hòng ngăn cản Ramogad và một thiết bị rào chắn sử dụng một loại chất lỏng ma thuật để che chở Gothos trước sự xâm lấn từ thế giới ma quỷ bên dưới. Nhờ sự giúp đỡ của Talis mà Melvin mới trốn khỏi đống di tích đang sụp đổ và họ bay qua đại dương về phía mặt trời trở lại quê nhà thân thương của mình, kết thúc chuyến phiêu lưu nhớ đời.